# Preu ex-cupó d'un bo

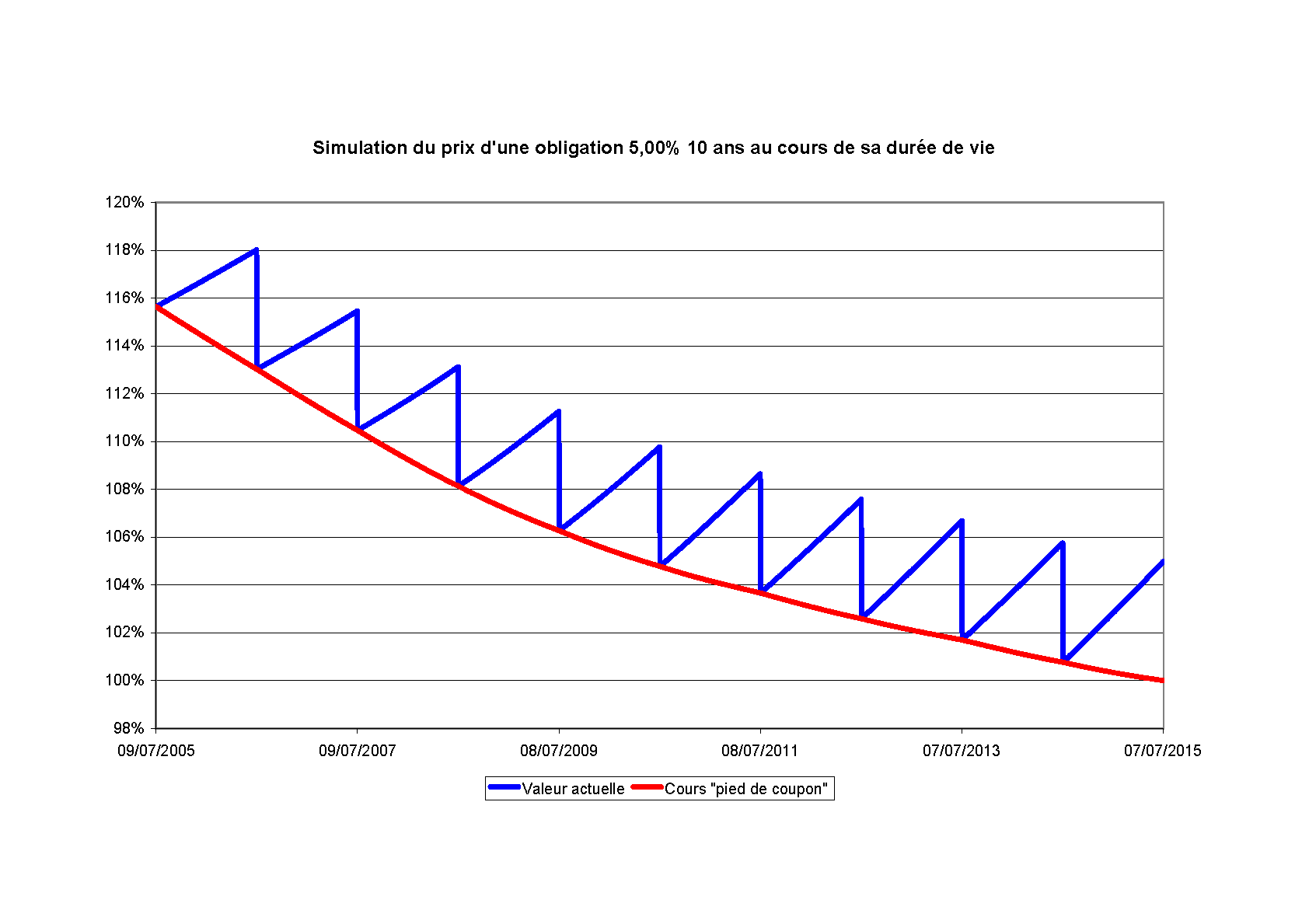
Comparació en l'evolució de la cotització del preu brut i del preu ex-cupó d'un bo

El preu ex-cupó d'un bo o preu net - clean price en anglès - és el preu brut d'un bo al qual se li resta el valor del cupó meritat i no pagat fins a la data present -el cupó corregut-. Generalment els preus de cotització dels bons -com per exemple a Bloomberg BusinessWeek i Reuters - són preus nets. Els preus nets són més estables que els preus bruts perquè tan sols recullen la informació econòmica -canvi de tipus d'interès, canvi en la qualificació creditícia de l'emissor, etc- i n'exclouen l'efecte transitori degut al cupó corregut.
Els bons, així com d'altres instruments financers de renda fixa, paguen cupons als tenedors dels bons -bonistes- en uns terminis regulars per compensar-los el valor temporal del diner. Un cop efectuat un pagament d'un bo en la data determinada, comença a transcórrer el temps, generalment semi-anualment, durant el qual el següent cupó es va meritant, fins que arribat novament el termini es fa efectiu el següent cupó. En aquest termini, generalment 6 mesos, el preu brut del bo va incorporant, dia rere dia, la part del cupó meritat, que és el que es coneix com a cupó corregut, provocant que si es representa gràficament el preu d'un bo, aquest tingui forma de serra. Per contra, si es resta del preu de cotització d'un bo el cupó corregut, s'obté el preu ex-cupó. La valoració del cupó corregut es fa basant-se en l'any comercial, la rendibilitat a nominal del cupó, i el nombre de dies que manquen perquè es faci efectiu el següent pagament. Els preus de cotització dels bons en el mercats són preus ex-cupó.